# Конституционный суд
Конституционный суд — относящийся к судебной ветви государственной власти специальный орган конституционного контроля, в компетенцию которого входит оценка соответствия правовых норм конституции (то есть осуществление судебного конституционного контроля). Конституционный суд (в отличие от всех прочих судов) вправе отменить закон или иной нормативный правовой акт в случае признания его неконституционным.

## История
Впервые конституционный суд появился в Межвоенный период в Австрии, Чехословакии в 1920 году и  Германии в 1921 году.
После Второй мировой войны возник во Франции в 1946 году, в Италии в 1955 году, в 1980 году в Бельгии при федерализации страны (Конституционный суд Бельгии, первоначально называвшийся Арбитражным, но изначально имевший конституционные полномочия). В 1963 году был создан конституционный суд в Югославии, в 1986 году Конституционный трибунал в Польше, а в начале 1990-х — практически во всех восточноевропейских государствах (в том числе в России — Конституционный суд России).
В Советском Союзе Законом СССР от 23 декабря 1989 года № 973-I «О конституционном надзоре в СССР» функции конституционного надзора возлагались на законодательные органы — Советы народных депутатов. При Съезде народных депутатов СССР был образован Комитет конституционного надзора. Подобные комитеты были созданы и при Верховных Советах союзных (за исключением РСФСР, где такой Комитет так и не был создан) и автономных республик.

## Верховный суд как конституционный суд
В ряде государств нет конституционных судов, а полномочиями определять конституционность законов (и отменять те из них, что противоречат Конституции) обладает Верховный суд (например, Верховный суд США; Швейцарский Верховный суд; Верховный Суд СССР, по Конституции 1924 года).